# Polecenie przelewu

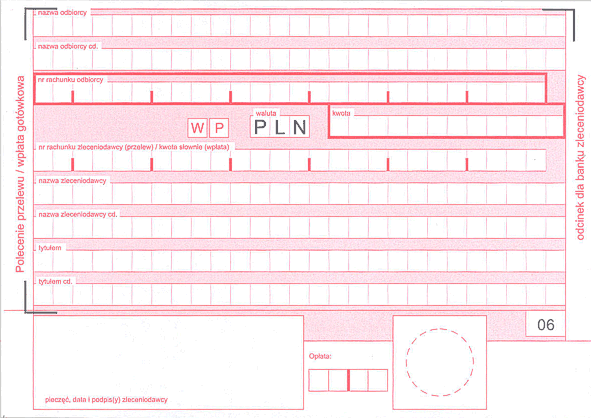
Formularz wpłaty gotówkowej lub polecenia przelewu

Polecenie przelewu, przelew – jedna z form pieniężnych rozliczeń bezgotówkowych. Polega na wydaniu dostawcy usług płatniczych (na przykład bankowi) dyspozycji przekazania określonej kwoty z rachunku płatniczego lub rachunku bankowego płatnika na wskazany przez niego inny rachunek płatniczy odbiorcy (beneficjenta). Warunkiem przyjęcia przez dostawcę usług płatniczych polecenia przelewu jest posiadanie przez płatnika na rachunku wystarczającej kwoty pieniędzy.
Polecenie przelewu zleca się, podając następujące dane:
- nazwę odbiorcy przelewu (osoby fizycznej, osoby prawnej, jednostki organizacyjnej nieposiadającej osobowości prawnej)
- numer rachunku odbiorcy (w Polsce jest to numer 26-cyfrowy)
- kwotę do przelania
- walutę przelewu
- numer rachunku zlecającego (w Polsce jest to numer 26-cyfrowy)
- nazwę zlecającego przelewu (osoby fizycznej, osoby prawnej, jednostki organizacyjnej nieposiadającej osobowości prawnej)
- tytuł zobowiązania (informację, z jakiego powodu przelew jest realizowany, na przykład zapłata za fakturę numer...)
- datę przelewu
- podpis i pieczęć (w wersji papierowej).

Dostawca usług płatniczych powinien zaksięgować otrzymane polecenie przelewu najpóźniej w następnym dniu roboczym po jego przyjęciu.
Dyspozycja polecenia przelewu może być złożona, między innymi, w formie wystandaryzowanego dokumentu papierowego za pomocą systemu bankowości elektronicznej, systemu IVR (telefonicznie) lub z wykorzystaniem aplikacji dostosowanej do urządzeń mobilnych, w zależności od oferty dostawcy usług płatniczych.
Polecenia przelewu mogą być realizowane pomiędzy dostawcami usług płatniczych w Polsce, a także w relacjach transgranicznych.

## Rodzaje poleceń przelewu dostępnych w Polsce
- standardowy przelew bankowy Elixir – realizowany w międzybankowym systemie rozliczeń netto w złotych, obsługiwanym przez KIR (Krajową Izbę Rozliczeniową S.A.).
- przelew RTGS SORBNET – realizowany w prowadzonym przez NBP systemie SORBNET2, służącym do dokonywania wysokokwotowych rozliczeń w czasie rzeczywistym.
- przelew zagraniczny SEPA Credit Transfer – realizowany w euro w obrębie krajów Unii Europejskiej oraz Islandii, Norwegii, Liechtensteinu i Szwajcarii
- przelew (polecenie wypłaty) zagraniczny SWIFT[3] – realizowany w walucie euro lub w innej walucie zagranicznej, w obrocie pomiędzy ponad 200 krajami[4], przy czym nie każde polecenie wypłaty jest realizowane w formie uznania rachunku bankowego odbiorcy, a co za tym idzie, wypełnia definicję przelewu
- przelew natychmiastowy (np. za pomocą systemu Express Elixir[5]) – realizowany w trybie 7/24. Środki są przekazywane z rachunku płatnika na wskazany rachunek odbiorcy z wyłączeniem międzybankowych sesji rozliczeniowych[6], w czasie od kilku sekund do kilku minut[7]. W większości banków jest to usługa dodatkowo płatna.
- przelew wykonywany za pomocą płatności mobilnych (np. za pomocą BLIK) – realizowany jest natychmiastowo, również w weekendy i święta[8]
- przelew wykonywany za pomocą zewnętrznych usługodawców (PayPal, Wise, Revolut, WesternUnion, MoneyGram, Ria Money Transfer)[9]